# Кофод, Андрей Андреевич
Андре́й Андре́евич Кофо́д (Карл Андреас Кофод, дат. Carl Andreas Koefoed; 16 октября 1855, Сканнерборг — 7 февраля 1948) — российский и датский государственный деятель, аграрник, землеустроитель. Статский советник (1915); один из активных деятелей столыпинской аграрной реформы в России.
Один из первых в России награждён Знаком отличия за труды по землеустройству. Другие награды: орден Святой Анны II степени (1911), орден Святого князя Владимира IV степени (1916), памятные медали, крест ордена Данеброга (Дания).

## Биография
Сын фармацевта. Окончил Королевскую ветеринарную и сельскохозяйственную академию в Копенгагене (1875). С 1878 года — в России, в 1880—1886 годах — управляющий имением Титово в Калужской губернии. В 1887—1889 годах служил оценщиком в Обществе взаимного поземельного кредита, с 1889 года — в Дворянском земельном банке и его отделениях в Самаре, с 1892 года — в Тифлисе.
В 1892 году принял русское подданство. С 1901 года — в Могилёве. На протяжении нескольких последующих лет на материалах, собранных в губерниях на территории современной Белоруссии, написал и опубликовал ряд статей по земельному вопросу, которые обобщил в монографии «Крестьянские хутора на надельной земле» (СПб., 1902, в 2 тт.) Эти работы А. А. Кофода во многом предопределили методологию и практическую программу деятельности созданных весной 1906 года землеустроительных комиссий.
В 1905 году, оставаясь номинально оценщиком Могилёвского отделения Дворянского банка, по поручению Земского отдела Министерства внутренних дел выехал в зарубежную командировку для изучения системы разверстания земель. По её итогам издал обзор «Борьба с чересполосицей в России и за границей» (1906) и «Землеустройство в законодательствах Западной Европы и Финляндии» (1912).
С ноября 1905 года — исправляющий должность чиновника особых поручений при главноуправляющем землеустройством и земледелием (утверждён в этой должности в 1907 году), и в этом качестве с 1906 года принимал участие в подготовке, пропаганде и проведении столыпинской аграрной реформы. Его брошюра «Хуторское расселение» (1907), в которой А. А. Кофод в популярной форме излагал аграрные проекты правительства, «издана тиражом 500 тыс. экз. и широко распространялась по всей стране».
С февраля 1908 года А. А. Кофод в должности ревизора землеустройства возглавлял инструкторскую часть Комитета по землеустроительным делам. В 1912 году по ходатайству А. В. Кривошеина назначен членом этого комитета. Лично укомплектовал штат инструкторов, много ездил по стране, контролируя ход землеустроительных работ в различных регионах. Ход аграрной реформы и её итоги подвёл в работе «Русское землеустройство» (1914), а также перевёл и издал критическую брошюру О. А. Аухагена «Критика русской земельной реформы» (1914).
С началом Первой мировой войны А. А. Кофод осенью 1914 года командирован в занятую русскими войсками Галицию для изучения состояния сельского хозяйства. С созданием Министерства земледелия России — член совета при данном министре.
После отречения Николая II, в 1917 году перешёл на службу в дипломатических и международных гуманитарных организациях. С сентября 1917 года служил в московском отделении посольства Дании; занимался помощью австро-венгерским военнопленным по линии датского Красного Креста. С этой целью в 1918—1920 годах совершил поездку в Сибирь, после чего вернулся в Данию, сохраняя датское подданство. С 1921 года — атташе по вопросам земледелия в посольствах Дании в прибалтийских государствах. С 1924 по 1931 год — атташе посольства Дании в СССР (фактически выехал в Данию в 1930 году).
В 1932 году дважды ездил в Югославию, где провёл в общей сложности 3 месяца, объездив всю страну вместе с датским посланником. По итогам выпустил книгу о разверстании, переведённую на сербский язык. В 1933—1935 годах занимался изучением земельных отношений и историей разверстания в Западной Европе, после чего выпустил монографию на датском языке. Летом 1936 и 1937 годов ездил в Румынию и Бессарабию, где также ознакомлялся с аграрной ситуацией. Работы Кофода заинтересовали и Министерство земледелия Германии, издавшее его труды под названием «Berichte über Landwirtschaft: Einzelhof oder Dorf» («Хутор или деревня»).
В ноябре 1939 года опубликовал в двух крупнейших датских изданиях статьи, где позитивно оценивает выход СССР к прежним границам Российской империи вслед за принятием прибалтийских государств в состав Союза. В статье «Новая западная граница России» (Nationaltidende, 12.11.1939), на основе аргументированного историко-этнографического экскурса в историю Руси, начиная со времён Гардарики и далее Киевской, Червонной и Холмской Руси, приветствовал состоявшиеся геополитические изменения. Выражая надежду, что новая западная граница СССР станет окончательной, А. А. Кофод подчёркивал, что возвращённые в состав страны территории уже вошли в историю как часть русского государства. Он также напомнил, что «настоящая демаркационная линия не очень отличается от той границы между Польшей и Россией, которую лорд Керзон предложил на Версальском конгрессе».
Отдельную статью «Виленская область» (Nationaltidende, 12.11.1939) А. А. Кофод посвятил рассмотрению дополнительного позитивного фактора, обеспеченного в процессе размежевания бывших прибалтийских государств в качестве союзных республик СССР, а именно возвращению Литовской ССР Виленской области, благодаря чему оккупированный Польшей Вильнюс был возвращён Литве и стал её столицей. А. А. Кофод призывал «приветствовать присоединение к Литве города Вильна с ближайшими окрестностями как умную и дальновидную политику со стороны Советского правительства». При этом, исходя из проведённого им историко-этнографического анализа он считает эти приобретения не вполне достаточными, указывая на так называемый карман в округе Сейны, и выразил надежду, что немцы «окажутся достаточно умными», чтобы «уступить Литве и этот угол, населённый литовцами».

## Жизнеописание
Родился 16 октября 1855 года в Сканнерборге в многодетной семье сына землевладельца из западной Ютландии. Карл стал фармацевтом вопреки своей склонности к сельскому хозяйству. Экзамены в школе никогда не были проблемой для него, он всегда сдавал их на «отлично», но в течение учебного года интереса к школьной программе не проявлял, зачастую числился в отстающих. После окончания школы в течение полутора лет изучал сельское хозяйство в имении отца, затем закончил сельскохозяйственную (ветеринарную?) академию в Копенгагене 1875 году. После этого в течение двух лет отработал помощником управляющего, выполняя «невероятно примитивную работу по имению». После окончания практических курсов по ведению молочных хозяйств Карл пробыл ещё некоторое время управляющим и волею случая летом 1878 года уехал в Россию.
Уже в России он освоил русский язык («совсем не лёгкий для западноевропейца») и все свои книги по сельскому хозяйству впоследствии писал по-русски.
- 1880—1886 — управляющий имением.
- 1887 — женился на дочери помещика Елизавете Петровне Объедовой.
- 1887—1889 — оценщик в Обществе поземельного кредита.
- 1889—1905 — оценщик в Дворянском земельном банке.
- 1892 — принимает российское подданство.

Постепенно приобрёл репутацию незаменимого специалиста по трудным случаям, и завистники добились его назначения в «Тьмутаракань» — закавказское отделение Дворянского поземельного банка в Тифлисе. Многие годы Карл провёл в седле, только улучшая свою репутацию специалиста и подвижника. За годы, проведенные в Закавказье (теперешней Грузии), он отлично познал эту местность и население. Например, его описания быта, национальных традиций, обычаев и религиозных верований армян, грузин, татар, черкесов и прочих народов столь великолепны, что в конце 1970-х годов эти записи Кофода были изданы на грузинском языке как исторически ценный источник.
В 1901 году Кофод получил назначение в Могилёв, где после многолетних безуспешных поисков наконец «нашёл то, чего ещё недоставало, чтобы начать агитационную кампанию за разверстание… — русские деревни, разверставшиеся по собственной инициативе крестьян». Белорусские крестьяне заинтересовались способом единоличного ведения полевого хозяйства, применявшегося латышами, и сами выработали новый, оригинальный и хорошо соответствующий местным условиям порядок деления земель (земельные торги, где земля была средством платежа, а землемер был аукционистом) и «разверстались», то есть «выделились» из общины. По наблюдениям Кофода, практически все первые разверстания прошли безукоризненно в геодезическом и агрономическом отношении, поскольку предпринимались после тщательных обсуждений, тогда как последующие разверстания оставляли желать лучшего, ибо были во многом веянием моды. Впрочем, этот опыт саморазверстаний оставался неизвестным по причине непонимания его социального и экономического значения административным аппаратом России.
Тем временем аграрный вопрос в стране обострялся, и когда 1 апреля 1904 года на заседании Императорского Географического общества малоизвестный коллежский секретарь Кофод доложил о результатах своих исследований по разверстанию, его выводы были не только доброжелательно встречены, но и опубликованы. Благодаря содействию министра финансов С. Ю. Витте и его помощника А. А. Риттиха Кофод смог заниматься исключительно своими исследованиями — он был освобождён от служебных обязанностей с сохранением жалованья. Теперь он был чиновником особых поручений при главноуправляющем землеустройством и земледелием (1905—1907).
Он составил методику изучения практики разверстаний русских деревень и педантично провёл её в жизнь:
- снял копии с приговоров (решений) сельских сходов и разверсточных планов;
- выявил источники разверстаний;
- проанализировал причины неудачных попыток разверстаний;
- оценил влияние разверстаний на хозяйство и образ жизни крестьян (смена трехполья многолетним севооборотом, повышение молочной продуктивности скота; сокращение пьянства и драк);
- определил сторонников (например, Земский отдел Министерства внутренних дел) и противников разверстаний (богатые крестьяне, мелкое крестьянство, православные священники, полиция, деревенские женщины)

и на основе этих исследований разработал тактику борьбы с сопротивлением — это были экскурсии крестьян за государственный счет в места удачных разверстаний, без участия чиновников (что особенно было важно). Экскурсии пользовались бешеным спросом.
В 1905—1906 годах Кофод совершил поездки в Западную Европу (Голландию, Бельгию, Люксембург, Австрию, Францию и Пруссию), чтобы ознакомиться на практике с ходом и результатами разверстания земель. По возвращении познакомился с П. А. Столыпиным (в октябре 1906 года). В это же время начальником Главного управления землеустройства и земледелия был назначен князь Б. А. Васильчиков. Кофод вошёл в одну из групп, созданных для объяснения причин, хода и задач правительственных реформ в области земельного вопроса населению и администрации российских губерний. Разверстание, по глубокому убеждению Кофода, могло осуществляться только постепенно — оно требовало роспуска общины, этого столпа крестьянства в России, которая не была разрушена даже отменой крепостного права в 1861 году. Община по-прежнему рассматривалась большей частью общества как специфически русский способ защиты сельского населения от индустриализации: «в общем и целом проведение столыпинских реформ требовало многих лет мирной спокойной работы».
- 1907 — Андрей Андреевич, будучи ревизором Землеустройства, фактически руководил технической стороной разверстания на местах: лично контролировал процесс, совершая множество поездок в губернии и знакомя иностранные делегации с положением дел. Никто не умел так доходчиво объяснить мужикам от земли цели реформы. Летом 1907 года, по поручению князя Васильчикова, Кофод написал простым и доходчивым языком брошюру «Хуторское расселение», предназначенную для крестьян. Она «была проглочена Россией» огромным для того времени, в 500 тысяч экземпляров, тиражом.

Всё это время Кофод ощущал поддержку тогдашнего премьер-министра П. А. Столыпина: «было естественно, что я довольно часто чувствовал его руку в делах, касающихся меня, и всегда при этом замечал, что он питает доверие к моему мнению».
- 1912 — член комитета по землеустроительным делам.
- 1915 — член совета министра земледелия. В этом же году получает чин статского советника.

В период 1906—1916 годов под его руководством была обустроена 1/5 часть всех разверстанных в это время крестьянских земель.
Первая мировая война и последовавшая за ней революция положили конец землеустроительным работам в России.
- 1916 — Кофод поступил на службу в датское посольство, где по линии Красного Креста оказывал помощь австровенгерским военнопленным (нейтральная тогда Дания представляла в России интересы Австро-Венгрии).
- 1918 — отправившись в краткую командировку в Сибирь (по делам военнопленных), застрял там на два года: сидел несколько месяцев в Тобольской каторжной тюрьме по обвинению в шпионаже, а после освобождения исполнял обязанности датского министра-резидента в Омске.
- 1920 — летом возвратился в Москву, и получив датское подданство, уехал из России.
- 1921 — советник датского правительства по проблемам балтийских стран и Советской России.
- 1924 — атташе посольства Дании по сельскому хозяйству в Москве. Здесь Кофод увидел, что в России продолжались бесконтрольные крестьянские разверстания.

Достигнув пенсионного возраста, Кофод продолжал работать, но весной 1931 года был отозван по настоянию советских властей. Кофод не возражал — делать в России было нечего: большевики земельный вопрос уже «решили» («раскулачивание»), да и общаться с Кофодом советские учёные, агрономы, экономисты не могли из-за возможности арестов.
После ухода с государственной службы Кофод продолжал изучать земельные отношения и историю разверстания в Западной и Восточной Европе, не без оснований считая его лучшей гарантией стабильности государственного строя.
Ассистентом А. А. Кофода был выдающийся русский и советский ученый-землемер Леонид Лангаммер.

## Труды Кофода
- Русское землеустройство. — СПб., 1914.
- Крестьянские хутора на надельной земле. — Кн. 1, 2. — СПб., 1905.
- Черноморская губерния в сельскохозяйственном отношении (брошюра). — СПб., 1904.
- Сельскохозяйственные очерки Закавказья (брошюра). — СПб., 1905.
- Хуторское расселение (брошюра для крестьян). — СПб., 1907.
- Борьба с чересполосицею в России и за границею. — СПб., 1906—1907.
- Die gegenwartige russische Agrargesetzgebung und ihre Durchfuhrung in der Praxis (брошюра). — СПб., 1912.
- Русское Землеустройство. — СПб., 1913−1914.
- Кофод К. А. 50 лет в России (1878—1920) / Пер. с дат. (изд. Munksgaard, 1945). — М.: Права человека, 1997.